# Marija Germanova
Marija Germanova (Mosca, 1883 – Parigi, 9 aprile 1940) è stata un'attrice e regista russa.

## Filmografia parziale

### Attrice
- Anna Karenina (1914)
- Ugolok (1916)
- Raskol'nikov (1923)